# (7107) Peiser
(7107) Peiser est un astéroïde de la ceinture principale.

## Description
(7107) Peiser est un astéroïde de la ceinture principale. Il fut découvert le 15 août 1980 à l'Observatoire Kleť par Antonín Mrkos. Il présente une orbite caractérisée par un demi-grand axe de 2,30 UA, une excentricité de 0,15 et une inclinaison de 9,2° par rapport à l'écliptique.

## Compléments